# Zagrazjden (distrikt i Bulgarien, Smoljan)
Zagrazjden (bulgariska: Загражден) är ett distrikt i Bulgarien.   Det ligger i kommunen Obsjtina Banite och regionen Smoljan, i den centrala delen av landet, 180 km sydost om huvudstaden Sofia.
I omgivningarna runt Zagrazjden växer i huvudsak blandskog. Runt Zagrazjden är det glesbefolkat, med 19 invånare per kvadratkilometer.